# Carlos de Carvalho (Schauspieler)
Carlos de Carvalho (* 1946) ist ein portugiesischer Schauspieler.

## Leben
Nach der Rolle des Francesco in der italienischen Miniserie La vita di Leonardo da Vinci (1971) wurde Carlos de Carvalho 1972 mit den Hauptrollen in Carlo Infascelli italienischen Sexkomödien Il decamerone proibito und Le mille e una notte all'italiana bekannt. Zu jener Zeit hatte er auch eine kleine Rolle als kommunistischer Parteigenosse von Annie Girardot in Kerzenlicht (1972). Er spielte in Folge neben Richard Burton und Marcello Mastroianni in Das Massaker – Der Fall Kappler (1973) und 1975 die zentrale Rolle des Johannes der Täufer in Roberto Rossellinis Der Messias (1975). Umberto Lenzi besetzt ihn für die Rolle des Albini in Camorra – Ein Bulle räumt auf (1976). Neben weiteren italienischen Filmen wie Reise mit Anita (1979) spielt er in seiner Heimat Portugal in der Serie Os Maias den Carlos Eduardo da Maia. Zu seinen populärsten Rollen zählt der Franz d’Epinay in der Miniserie Der Graf von Monte Christo von Denys de La Patellière. Anfang der 1980er Jahre spielt der den Franco Nero jagenden Kommissar in Der Bandit mit den schwarz-blauen Augen, der Carlo Gramsci in der Serie Vita di Antonio Gramsci  und die Hauptrolle des Jaime in der portugiesischen Romanze Rita (1981) von José Ribeiro Mendes. In Ein Skandal in besten Kreisen von Pasquale Festa Campanile spielt Carlos de Carvalho den Grafen von Besi. Seine letzten Filme sind 1985 Sole nudo und Ruggero Deodatos Cut and Run (1985).

## Filmografie (Auswahl)
- 1975: Der Messias (Il Messia)
- 1976: Camorra – Ein Bulle räumt auf (Napoli violenta)
- 1980: Der Bandit mit den schwarz-blauen Augen (Il bandito dagli occhi azzurri)